# David Cadiente
David Cadiente est un acteur et cascadeur américain. Dans les crédits d'une œuvre, il peut apparaître sous le nom de Dave Cadente ou Dave Cadiente ou encore David Cadionte.

## Filmographie

### Acteur
- 1961 : Aventures dans les îles (film) de Martin Manulis, Richard Goldstone, Art Wallace et Gene Levitt : Fuativa
- 1962 : Un direct au cœur (film) de  Phil Karlson : Boxer
- 1963 : The Gallant Men (en) (série télévisée) : Murphy
- 1963 : Massacre pour un fauve (film) de Phil Karlson : Baka
- 1964 : Haute Tension (Kraft Suspense Theatre) (série télévisée) : Leon Bulchand
- 1964 : Ride the Wild Surf (film) de Don Taylor : Ally
- 1964 : Daniel Boone (série télévisée) : Telequah
- 1964 : Sur le pont la marine (Full Cast & Crew) (série télévisée) : Maloco
- 1965 : Monsieur Ed, le cheval qui parle (Mister Ed) (série télévisée) : Mannikura
- 1965 : Le virginien (série télévisée) : First Yaqui
- 1966 : Les Professionnels (film)
- 1968 : Micmac au Montana (Stay Away, Joe) (film) de Peter Tewksbury : Other Indian
- 1968 : Les Mystères de l'Ouest (série télévisée) : Hatchetman
- 1971 : Bearcats! (en) (série télévisée) : Carlos
- 1974 : Le shérif est en prison (film) de  Mel Brooks : Mexican
- 1975 : Kung Fu (série télévisée) : Indian
- 1977 : Young Dan'l Boone (en) (série télévisée) : Saunook
- 1978 : The Paper Chase (en) (série télévisée) : 2nd Man
- 1978 : Wonder Woman (série télévisée) : Chuck (saison 3, épisode 8)
- 1979 : Buck Rogers in the 25th Century (en) (film) de Daniel Haller : Comtel Officer
- 1979 : Vegas (série télévisée) : Kemel
- 1979 : Deux cent dollars plus les frais (série télévisée) : Keith Keoloha
- 1980 : Les Massacreurs de Brooklyn (Defiance)  (film) de John Flynn : Eloy
- 1980 : Revanche à Baltimore (en) (The Baltimore Bullet) (film) de Robert Ellis Miller : Mexican Fighter
- 1980 : L'Enlèvement du président (The Kidnapping of the President) (film) de George Mendeluk : Mendoza
- 1982 : Rocky 3, l'œil du tigre (film) de Sylvester Stallone : Opponent
- 1982 : L'île fantastique (série télévisée) : Eddie Frost
- 1983 : L'Arnaque 2 (The Sting II)  (film) de Jeremy Kagan : Chico Torres
- 1983 : Hooker (série télévisée) : Manny
- 1983 : Voyages au bout du temps (série télévisée) : 1st Pirate
- 1983 : The Yellow Rose (en) (série télévisée)
- 1984 : Supercopter (série télévisée) : Vinnie (saison 1, épisode 6)
- 1984 : Star Trek 3 : À la recherche de Spock (Star Trek III: The Search for Spock)  (film) de Leonard Nimoy : Klingon Sergeant
- 1985 : Stick, le justicier de Miami (film) de Burt Reynolds : Nestor's Hood
- 1985 : MacGyver (série télévisée) (saison 1, épisode 6)
- 1986 : Stingray (série télévisée) : Eduardo
- 1986 : La Loi de Los Angeles (série télévisée) : PCP Perp
- 1986 : Dynastie (série télévisée) : Garde
- 1987 : Magnum (série télévisée) : Juan (saison 7, épisode 15)
- 1989 : Le Beau, la Brute et le Malin (it) (W.B., Blue and the Bean) (film) de Max Kleven : Flic

### Cascadeur
- 1966 : Frontière chinoise (7 Women) de John Ford (film)
- 1969 : Che ! de Richard Fleischer (film)
- 1970 : Le reptile de Joseph L. Mankiewicz (film)
- 1974 : Le shérif est en prison de Mel Brooks (film)
- 1980 : Chicanos - Chasseurs de têtes de José Truchado (film)
- 1981 : Charlie Chan and the Curse of the Dragon Queen de Clive Donner (film)
- 1981 : Nice Dreams (en) de Tommy Chong (film)
- 1982 : L'Épée sauvage d'Albert Pyun (film)
- 1983 : L'Arnaque 2 (The Sting II) de Jeremy Kagan (film)
- 1983 : Scarface de Brian De Palma (film)
- 1985 : Nord et Sud (mini-série)
- 1986 : Les Aventures de Jack Burton dans les griffes du Mandarin (Big Trouble in Little China) de John Carpenter(film)
- 1987 : Nightforce (film)
- 1987 : Extrême préjudice (Extreme Prejudice) de Walter Hill (film)
- 1988 : Invasion Los Angeles de John Carpenter (film)
- 1993 : Tueuse à gage (Quick) de Rick King (film)
- 1994 : Y a-t-il un flic pour sauver Hollywood ? (The Naked gun 33⅓: the final insult) de Peter Segal (film)
- 1994 : Sioux City (en) de Lou Diamond Phillips (film)
- 1994 : Vanishing Son IV (en) (télévision)
- 1995 : Les 3 ninjas se révoltent (3 Ninjas Knuckle Up) de Shin Sang-ok (film)
- 1995 : Fair Game de Andrew Sipes (film)
- 1996 : Phénomène (Phenomenon) de Jon Turteltaub (film)
- 1997 : Le Monde perdu: Jurassic park (The Lost World: Jurassic Park) de Steven Spielberg (film)